# Comtat de Sulz

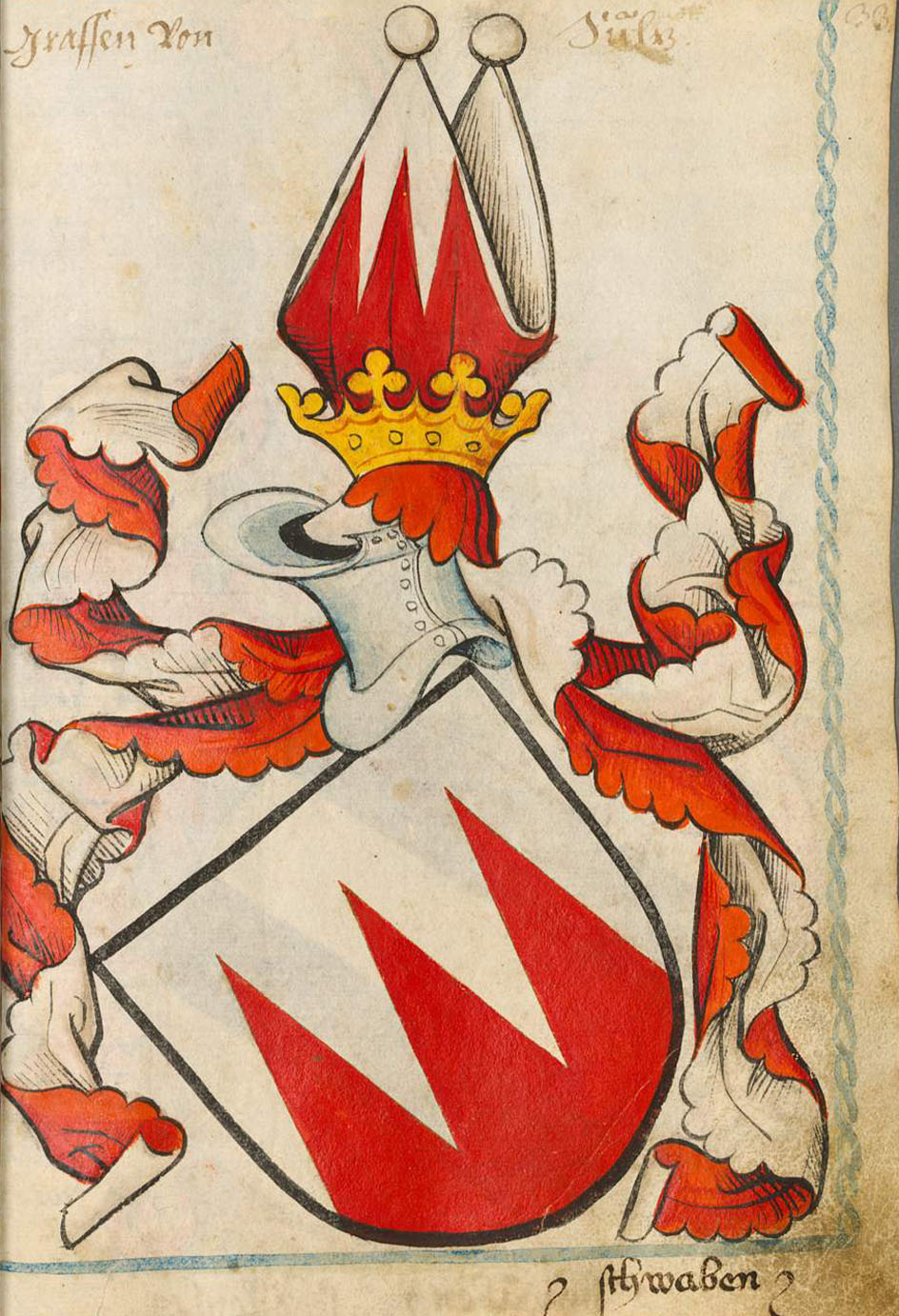
blasó dels comtes de Sulz al llibre de blasons de Scheibler

El comtat de Sulz fou una jurisdicció feudal del sud d'Alemanya. Els comtes de Sulz després van governar altres territoris i el comtat de Sulz va deixar d'existir però no el llinatge dels comtes de Sulz.

## Història
Des de 910 eren propietaris de les fonts de sal de Sulz am Neckar. L'any 1095 apareix documentalment la nissaga com a protectora del monestir d'Alpirsbach. Ja llavors exercien drets de comtes. Tenia a més altres possessions i drets. Així eren els advocats (vogtei) del monestir de Schwarzach.
Al segle XII estaven encarregats probablement de la protecció del flanc oriental de la zona d'influència dels Zähringen. Els comtes de la Sulz perderen el comtat de Baar que havien posseït junt amb els comtes de Fürstenberg el 1282/83. La seva base de poder original, el castell d'Albeck, ja l'havien perdut anteriorment a mans dels senyors de Geroldseck.
El 1340 el comte Bertold de Sulz es va casar amb Adelheid de Schwarzenberg (a l'Elztal Elz (Rin)) 
Una nova ascensió començava quan van rebre la judicatura hereditària al tribunal imperial a Rottweil el 1360. A la bona reputació d'aquest tribunal van contribuir els comtes decisivament. A favor del ressorgiment parla també que els comtes de Sulz van rebre del duc Leopold d'Àustria el 1392 diversos pobles com a penyora per diners manllevats, i la van conservar fins al 1462.
Els comtes aconseguiren per política de casaments intel·ligent una altra ascens. Per negociació del seu pare el comte Hermann de Sulz, l'hereu Rudolf I es casava amb Ursula, filla i hereva del darrer comte dels Habsburg-Laufenburg Johann IV i de la seva esposa Agnes de Landenberg. A través d'aquest matrimoni adquiriren el 1408 el comtat de Klettgau a l'Hochrhein de mans dels Habsburg. Rudolf I († 1440) va tenir tres fills: Johannes († 1444), Alwig i Rudolf II. El 1477 Alwig, de 60 anys, es va casar amb una comtessa 35 anys més jove, Verena de Brandis. Dels barons de Brandis deriven les dominacions de Vaduz, Schellenberg i Blumenegg a més a més de terres a Vorarlberg. Va tenir dues filles i un fill, Rudolf V de Sulz, anomenat Rudolf III en diverses fonts.
Alwig i Rudolf II († 1487) van adquirir la ciutat i el castell de Tiengen així com Küssaburg com a feus junts 1482 del Bisbat de Constança. Compraren també el castell de Jestetten. A Schaffhausen adquiriren els dominis de la casa "zur Tanne" el 1474, i el 1506 de la casa "um rothen Bären". Tiengen es convertia en residència habitual, però vivien tant a Küssaburg com també al castell de Jestetten.
Una part dels dominis s'havien de vendre no obstant això a partir de 1613. En el curs de l'aparició dels suïssos Eidgenossenschaft eva minvar l'àrea de dominació dels comtes. Per necessitat de diners el comte Johann Ludwig de Sulz va vendre la part més meridional de l'antic Klettgau, el Rafzerfeld, a la ciutat de Zúric el 1651. L'any 1656 també la part nord-oriental del comtat es va haver de vendre a la ciutat Schaffhausen.
La nissaga va estar durant segles al servei dels Habsburg. Karl Ludwig comte de Sulz (1572−1617) era president de consell de guerra de la cort imperial i Feldzeugmeister. La família es va extingir el 1687 en línia masculina. La propietat conservada, Tiengen i Jestetten, va passar als Schwarzenberg. Així el domini dels Sulz al Klettgau va arribar a final. El record no obstant persisteix al blasó.
Ferdinand von Schwarzenberg († 1703) es va casar amb la comtessa Maria Anna de Sulz († 1698) l'any 1687. El govern el va conservar l'única filla del comte Johann Ludwig de Sulz en els primers de manera personal, però de seguida va acabar donant pas a l'administració schwarzenbergesa moderna.

## Membres del llinatge

### Primers temps
| Nom          | Regnat    | Observacions                  |
| ------------ | --------- | ----------------------------- |
| Alwig I      | 1071-1095 |                               |
| Alwig II     | 1095-1139 |                               |
| Alwig III    | 1139-1152 |                               |
| Alwig IV     | vers 1196 |                               |
| Hermann II   | vers 1215 |                               |
| Alwig V      | vers 1230 |                               |
| Berthold I   | vers 1230 |                               |
| Berthold II  | vers 1240 |                               |
| Alwig VI     | vers 1240 |                               |
| Hermann III  | vers 1268 |                               |
| Hermann IV   | † 1312    | 1284 va vendre l'àrea de Sulz |
| Berthold III | † 1348    |                               |
| Hermann V    | vers 1350 |                               |
| Rudolf I     | vers 1350 |                               |
| Alwig VIII   | vers 1350 |                               |
| Hermann VI.  | 1392-1429 |                               |
| Rudolf II.   | 1392-1429 | † abans de 1414               |

### Comtes del Klettgau
| Nom                                                 | Regnat    | Observacions |
| --------------------------------------------------- | --------- | --- |
| Rudolf III                                          | 1405-1431 | Comte al Klettgau des de 1408 |
| Johann II                                           | 1431-1483 | |
| Alwig X                                             | 1431-1493 | |
| Rudolf IV                                           | 1431-1487 | |
| Rudolf V (nascut el 1478 a Tiengen; † 1535 a Vaduz) | 1493-1535 | Des de 1507 a Vaduz i Blumeneck, des de 1520 governador reial de Württemberg, 1523/35 governador a Àustria Anterior o Vorderösterreich |
| Johann Ludwig I                                     | 1536-1566 | |
| Alwig XI                                            | 1566-1572 | 1567 - 1572 governador d'Àustria Anterior                                                                                              |
| Wilhelm                                             | 1566-1569 | |

#### Línia Klettgau
| Nom                           | Regnat    | Observacions |
| ----------------------------- | --------- | --- |
| Karl Ludwig I                 | 1572-1590 | |
| Alwig XII († 1572)            | 1590-1632 | 1567 governador d'Alsàcia |
| Rudolf († 1620)               | -         | 1605/13 governador d'Alsàcia |
| Karl Ludwig II Ernst († 1648) | 1590-1648 | 1621/1628 governador d'Alsàcia, 1622-162? governador d'Àustria Anterior p Vorderösterreich, 1634 kaiserlicher Statthalter in Württemberg |
| Ulrich                        | 1648-1650 | |
| Johann Ludwig                 | 1648-1687 | |
| Maria Anna                    | 1687-1698 | Passa a Schwarzenberg |

#### Línia Vaduz
| Nom         | Regnat    | Observacions                |
| ----------- | --------- | --------------------------- |
| Rudolf VIII | 1572-1611 |                             |
| Johann III  | 1611      | † 1617                      |
|             |           | Vaduz 1613, a Hohenems      |
|             |           | Blumeneck 1616 a Weingarten |